# 2013학년도 대학수학능력시험
2013학년도 대학수학능력시험(2013 學年度 大學修學能力試驗, 2012년 수능)은 2012년 11월 8일에 시행한 대학수학능력시험이다. 수험생이 전 과목을 자유롭게 임의 선택하여 응시할 수 있는 선택형 수능으로 실시되었으며, 성적은 2012년 11월 28일 통지되었다. 만점자는 6명으로 집계되었다.

## 기출문제
| 과목                | 문제 및 정답 | 문제 및 정답 | 비고 |
| ------------------- | ------------ | ------------ | ---- |
| 언어 영역           | ■            | ■            |      |
| 수리 영역           | 가형         | 나형         |      |
| 외국어 영역         | ■            | ■            |      |
| 사회탐구 영역       | ■            | ■            |      |
| 과학탐구 영역       | ■            | ■            |      |
| 직업탐구 영역       | ■            | ■            |      |
| 제2외국어/한문 영역 | ■            | ■            |      |

## 같이 보기
- 대학수학능력시험
  - 연도별 대학수학능력시험